# Charles S. Abbot

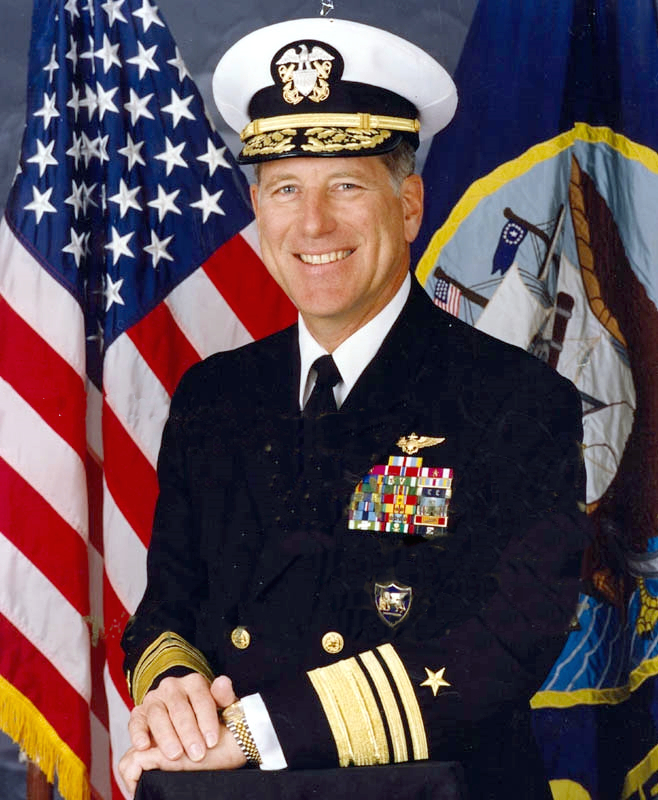
Vizeadmiral Charles S. Abbot (29. Juli 1997)

Charles Stevenson „Steve“ Abbot (* 19. Januar 1945 in Pensacola, Florida) ist ein ehemaliger Seeoffizier der US Navy, der als unter anderem als Vizeadmiral zwischen 1996 und 1998 Befehlshaber der Sechsten US-Flotte (US Sixth Fleet) sowie als Admiral von 1998 bis 2000 stellvertretender Oberkommandierender des US-Kommandos Europa (US European Command) war.

## Leben
Charles Stevenson „Steve“ Abbot war ein Sohn des späteren Konteradmirals James Lloyd Abbot, Jr., der unter anderem von 1967 bis 1969 Kommandant der US-Marineunterstützungseinheiten in Antarktika war und nach dem das dortige Abbot-Schelfeis benannt wurde, sowie dessen erster Ehefrau Marjorie Grubbs Abbot. Sein Bruder J. Lloyd Abbot III diente als Kapitän zur See ebenfalls in der US Navy, während seine jüngere Schwester Mary Neville „Maro“ Abbot bereits 2009 verstarb. Er selbst begann nach dem Besuch der Phillips Academy in Andover 1962 seine Ausbildung zum Seeoffizier an der US Naval Academy in Annapolis, die er im Juni 1966 als Leutnant zur See (Ensign) abschloss. Anschließend fand er Verwendung als Offizier für die Lenkflugkörper auf dem Zerstörer Henry B. Wilson. Daraufhin begann er im Oktober 1967 mit einem Rhodes-Stipendium ein Studium am New College der University of Oxford, das er mit einem Master abschloss. Er wurde zum Piloten der Marineflieger ausgebildet, die er im Februar 1972 beendete.
Beim Attack Squadron 122 auf dem Marinefliegerstützpunkt Lemoore (Naval Air Station Lemoore) wurde Abbot auf Kampfflugzeugen vom Typ Ling-Temco-Vought A-7 Corsair II geschult und fand daraufhin Verwendung als Pilot beim Attack Squadron 27 an Bord des Flugzeugträgers Enterprise. Nachdem er im Juli 1976 seine Ausbildung an der Testpilotenschule der US Air Force USAF TPS (US Air Force Test Pilot School) auf der Edwards Air Force Base beendet hatte, wurde er zur Kampfflugzeug-Testgruppe des Marinefliegertestzentrum auf der Naval Air Station Patuxent River versetzt. Er unternahm dort Testflüge auf Flugzeugen vom Typ Beechcraft T-34 Mentor sowie Ling-Temco-Vought A-7 Corsair II und war der erste Marineflieger, der das Mehrzweckkampfflugzeug McDonnell Douglas F/A-18 zu Testzwecken flog. Im Februar 1980 wurde er als Pilot der Attack Squadron 46 (VA-46) an Bord des Flugzeugträgers John F. Kennedy versetzt. Im Juli 1981 wurde er zunächst stellvertretender Kommandeur (Executive Officer) sowie anschließend im Juni 1982 Kommandeur (Commanding Officer) der Strike Fighter Squadron 86 (VFA-86). Im Juli 1983 begann er eine Ausbildung im Bereich Kernenergie an der (Naval Nuclear Power School) in Goose Creek und wurde danach im Oktober 1984 stellvertretender Kommandant und Erster Offizier der Vorinbetriebnahmeeinheit (Precommissioning Unit) des Flugzeugträgers Theodore Roosevelt, der am 25. Oktober 1986 in Dienst gestellt wurde.
Am 21. August 1987 übernahm Kapitän zur See (Captain) Abbot den Posten als Kommandant des Trossschiffs USS Caloosahatchee und hatte diesen bis zum 1. Februar 1989 inne. Er war zwischen dem 9. Juni 1990 und dem 27. August 1992 Kommandant des Flugzeugträgers USS Theodore Roosevelt, mit dem er während des Zweiten Golfkrieges (17. Januar bis 5. März 1991) eingesetzt war. Als Konteradmiral (Rear Admiral) fungierte er zwischen Mai 1994 und Juli 1995 als Kommandeur der Carrier Strike Group 8 (CCSG-8). Als Vizeadmiral (Vice Amdiral) löste er im Juli 1996 Vizeadmiral Donald L. Pilling als Befehlshaber der Sechsten US-Flotte (US Sixth Fleet) ab und behielt diese Funktion bis Juli 1998, woraufhin Vizeadmiral Daniel J. Murphy, Jr. seine Nachfolge antrat. Zuletzt bekleidete er von 1998 bis 2000 als Admiral den Posten als stellvertretender Oberkommandierender des US-Kommandos Europa (US European Command). 2000 trat er in den Ruhestand.
Abbot war zwischen 2001 und 2003 stellvertretender Berater für Heimatschutz (Deputy Homeland Security Advisor) von US-Präsident George W. Bush. Er engagierte sich als Präsident der Navy-Marine Corps Relief Society, einer privaten, gemeinnützigen Organisation zur Unterstützung von Seeleuten, Marinesoldaten und ihren Familien, sowie der Military Officers Association of America. Aus seiner Ehe mit Marjorie Sellars Abbot gingen die drei Söhne Spencer, Sebastian und Matthew Abbot hervor.

### Ehrungen und Auszeichnungen
Auswahl der Dekorationen, sortiert in Anlehnung der Order of Precedence of the Military Awards:
- Defense Distinguished Service Medal (2 x)
- Defense Superior Service Medal
- Legion of Merit (4 x)